# Mohammadabad (Ghazipur)
Mohammadabad es una ciudad y municipio situado en el distrito de Ghazipur en el estado de Uttar Pradesh (India). Su población es de 38328 habitantes (2011). 

## Demografía
Según el censo de 2011 la población de Mohammadabad era de 38328 habitantes, de los cuales 20079 eran hombres y 18249 eran mujeres. Mohammadabad tiene una tasa media de alfabetización del 78,03%, superior a la media estatal del 67,68%: la alfabetización masculina es del 84,60%, y la alfabetización femenina del 70,81%.